# Gélose CIN
La Gélose CIN (cefsulodine - irgasine - novobiocine) est un milieu d'isolement pour Yersinia enterocolitica, 24-48 h à 22-32 °C

## Composition
-peptone=20 g
-extrait de levure=2 g
-mannitol=20 g
-pyruvate de sodium=2g
-éthanol=2cm³
-désoxycholate de sodium=0.5 g
-cristal violet=1 mg
-cefsulodine=15 mg
-irgasan=4 mg
-novobiocine=2.5 mg
-rouge neutre=1 mg
-chlorure de sodium=1 g
-sulfate de magnésium=10mg
-sels biliaires=1 g
-agar=12.5 g
pH=7.4

## Préparation
29g par litre.
Autoclavage classique.
Ajouter ensuite le supplément contenant les antibiotiques (CIN).

## Lecture
-colonies rouges =bactéries mannitol +
-colonies incolores =bactéries mannitol -
Les colonies de Yersinia enterocolitica sont rouges et petites (1 mm de diamètre environ) et entourées d'une zone translucide.